# Sofia Curtis
 (octobre 2024).
Si vous disposez d'ouvrages ou d'articles de référence ou si vous connaissez des sites web de qualité traitant du thème abordé ici, merci de compléter l'article en donnant les références utiles à sa vérifiabilité et en les liant à la section « Notes et références ».
Sofia Curtis est un personnage incarné par l'actrice Louise Lombard dans la série télévisée américaine Les Experts (CSI : Crime Scene Investigation en anglais). Elle est présente de la saison 5 à la saison 7. Elle apparait aussi dans le 1er episode de la saison 8. Sa dernière est dans l'épisode 20 de la saison 11

## Biographie
D'abord chef de l'équipe de jour des experts scientifiques, elle est rétrogradée par Conrad Ecklie pour ne pas avoir écrit un rapport mensonger qui aurait enfoncé Gil Grissom et ravi Ecklie. Celui-ci la place sous l'autorité de Gil Grissom (saison 5). Au début de la saison 6, elle est lieutenant de police et n'est plus alors une « experte ». Sofia manifeste l'habitude de réfléchir à voix haute lorsqu'elle se trouve sur une scène de crime, cela l'aidant à remarquer et à retenir chaque détail. Elle a tenté de séduire Grissom, jusqu'à ce que Sara Sidle lui fasse comprendre, à plusieurs reprises, qu'elle était malvenue (saison 6).